# Parkstein (gmina)
Parkstein – gmina targowa w Niemczech, w kraju związkowym Bawaria, w rejencji Górny Palatynat, w regionie Oberpfalz-Nord, w powiecie Neustadt an der Waldnaab, wchodzi w skład wspólnoty administracyjnej Neustadt an der Waldnaab. Leży około 6 km na zachód od Neustadt an der Waldnaab.

## Dzielnice
W skład gminy wchodzą następujące dzielnice: Parkstein, Frühlingshöhe, Grünthal, Hagen, Hammerles, Neumühle, Niederndorf, Pinzenhof, Polier, Scharlmühle, Schwand, Sogritz i Theile.

## Demografia
| Rok  | Liczba mieszk. |
| ---- | -------------- |
| 1925 | 924            |
| 1950 | 1 184          |
| 1987 | 1 749          |
| 1995 | 2 187          |
| 2000 | 2 240          |
| 2005 | 2 330          |